# Shalivahana
Gautamiputra Satakarni (télougou : గౌతమిపుత్ర  శాతకర్ణి ; marathi : गौतमीपुत्र सातकर्णि), aussi connu sous le nom de Shâlivâhana, est un souverain des Sâtavâhana du Ier siècle (c. 78–102). 
Succédant à son père Satakarni, il dut faire face aux menaces d'invasion des Sakas, des Yavanas et des Pahlavas qu'il réussit à repousser, restaurant ainsi la puissance de l'empire des Sâtavâhana. 
Il remporta une importante victoire sur le souverain saka Nahapana, ce qui mit fin à la première dynastie des Satrapes occidentaux, refoulés dans l'ouest de leurs territoires (cet événement est daté, selon les historiens, de l'année 78 ou 124 de notre ère). Il fit alors refrapper de nombreuses monnaies de Nahapana à son nom.